# Вильянди (озеро)
Вильянди (эст. Viljandi järv) — озеро на южной окраине города Вильянди (Эстония).
Эвтрофное озеро, располагающееся на возвышенности Сакала. Длина озера около 4,5 км, максимальная ширина 450 м, площадь водной поверхности 160,6 га. Максимальная глубина 11 м, средняя глубина 5,6 м. Площадь водосборного бассейна — 66,8 км². Вода в озере характеризуется щелочной реакцией (pH — 8,8). Содержание гидрокарбонат-ионов составляет 200 мг/л. Температурная стратификация в озере не выражена. В озеро впадают ручьи Вийратси, Ууэвески и Валуоя, вытекает одна река Раудна.
Озеро имеет изогнутую форму. Оно разделено на три части, юго-западная часть озера называется Орика, северо-восточная часть — Вийратси, а узкая центральная часть — Ярвекаэл. Дно озера в преимущественно илистое. Юго-восточный берег характеризуется глинистым и песчаным дном. По северо-западному берегу имеются слабые известняковые отложения.
Озеро находится в пределах Вильяндиского ландшафтного заповедника. Преобладающими видами рыб являются лещ и щука. До 1920 года в озере были многочисленны раки. По берегам озера произрастают 243 вида растений.
Вокруг озера проходила дистанция традиционных ежегодных соревнований по бегу. Дистанция забега составляла примерно 12 км.